# روبرت ماري غاي
روبرت ماري غاي هو كاهن كاثوليكي كندي، ولد في 22 يناير 1927 في أوتاوا في كندا، وتوفي في 29 يونيو 2016 في شيربروك في كندا.